# ドル・コスト平均法
ドル・コスト平均法（英: dollar cost averaging、DCA）とは、株式や投資信託、金投資などの金融商品の投資手法の一つ。定額購入法ともいう。金融商品を購入する場合、一度に購入せず、資金を分割して均等額ずつ定期的に継続して積立投資をする。例えば「予定資金を12分割して、月末ごとに資金の1/12を投入し、一年かけて全量を買う」という手法。
ここで言う「ドル」とは俗に自分のお金を自分の通貨名で呼ぶ習慣によるもので、単に通貨という意味である。そのため、USドル建てで投資することを意味するものではない（例えば日本人が価格を聞く時に「何円ですか？」という言い回しと同じ。）。
高値掴みのリスクを避けるための時間分散の一種であるが、数量を等分するのではなく、金額を等分する点が単なる分散と異なる。価格が高い時は購入数量が少なく、安い時には多いため、単純な数量分割に比べ平均値の点で有利になるとされる。ただし価格が下がった場合のみならず、上がったときにも買う点で難平買いとは異なる。
長期投資でリスクを抑制し、安定した収益を得たい場合に使われる手法である。上げ相場でドル・コスト平均法を行うと（最初に一括で購入した場合と比べて）平均購入単価がかえって高くなり、収益を減少させてしまう欠点もある。タイミングを精密に測れないため、値動きの激しい商品で、ハイリターンを目指す投資には向かない。

## 価格計算
時刻 {\displaystyle t_{1}}, ..., {\displaystyle t_{n}} に価格 {\displaystyle P_{1}}, ..., {\displaystyle P_{n}} 万円の株式を1万円ずつ計{\displaystyle n}回購入することを考えよう。{\displaystyle n} 万円で（株数として、1株未満の端数を小数点として許すなら） {\displaystyle 1/P_{1}+\cdots +1/P_{n}} 株を購入することになる。したがって平均取得価格は
{\displaystyle H=n/(1/P_{1}+\cdots +1/P_{n})} 万円
と計算できる。これは {\displaystyle P_{1}}, ..., {\displaystyle P_{n}} の調和平均と呼ばれ、
{\displaystyle H\leq {\frac {P_{1}+\cdots +P_{n}}{n}}}
が成立する。すなわち、ドルコスト平均法では購入時点の（算術）平均と同じか、それ未満の価格で購入できる。
例えば {\displaystyle n=3} で {\displaystyle P_{i}=1,0.5,1.5} のケースを計算すれば、
{\displaystyle H=3/(1+1/0.5+1/1.5)=9/11=0.8181\ldots }
となり、算術平均
{\displaystyle S=(1+0.5+1.5)/3=1}
よりも小さい。毎回3万円ずつ購入するとすれば、1万円のとき3株、0.5万円のとき6株、1.5万円のとき2株購入することになる。このように、価格が安いときには数量を増やし、高いときには数量を減らすことになるから、多くのケースで算術平均（一定数量ずつ購入することに相当）より有利な価格で購入できるのである。

## 他の呼び名
ドル・コスト平均法はドルを利用するアメリカでの呼び方で、イギリスではポンド・コスト平均法（pound-cost averaging）と呼んだり、通貨とは関係なくユニット・コスト平均法（unit cost averaging）やコスト平均効果（cost avarage effect）と呼ぶ場合もある。